# Akademické mistrovství světa v rychlobruslení
Akademické mistrovství světa v rychlobruslení pořádá Mezinárodní federace univerzitního sportu (FISU) od roku 2012. Závodí se jednotlivých tratích, muži na distancích 500, 1000, 1500, 5000 a 10 000 m, ženy na tratích 500, 1000, 1500, 3000 a 5000 m. V roce 2014 přibyl závod s hromadným startem a stíhací závod družstev a v roce 2016 týmový sprint.

## Muži

### 500 metrů
| Rok  | Místo           | Zlato               | Stříbro        | Bronz          |
| ---- | --------------- | ------------------- | -------------- | -------------- |
| 2012 | Zakopane        | Artur Nogal         | Maciej Biega   | Even Johansen  |
| 2014 | Almaty          | Mirko Giacomo Nenzi | Artur Nogal    | Sung Ťing-jang |
| 2016 | Baselga di Piné | Mirko Giacomo Nenzi | Sung Ťing-jang | Juto Fudžino   |

### 1000 metrů
| Rok  | Místo           | Zlato               | Stříbro         | Bronz           |
| ---- | --------------- | ------------------- | --------------- | --------------- |
| 2012 | Zakopane        | Jan Szymański       | Even Johansen   | Espen Tveit     |
| 2014 | Almaty          | Mirko Giacomo Nenzi | Piotr Michalski | Fjodor Mezencev |
| 2016 | Baselga di Piné | Mirko Giacomo Nenzi | Juto Fudžino    | Konrád Nagy     |

### 1500 metrů
| Rok  | Místo           | Zlato         | Stříbro         | Bronz               |
| ---- | --------------- | ------------- | --------------- | ------------------- |
| 2012 | Zakopane        | Jan Szymański | Espen Tveit     | Maxim Baklaškin     |
| 2014 | Almaty          | Jan Szymański | Dmitrij Fedotov | Mirko Giacomo Nenzi |
| 2016 | Baselga di Piné | Konrád Nagy   | Linus Heidegger | Adrian Wielgat      |

### 5000 metrů
| Rok  | Místo           | Zlato          | Stříbro          | Bronz              |
| ---- | --------------- | -------------- | ---------------- | ------------------ |
| 2012 | Zakopane        | Jan Szymański  | Martin Bjertnes  | Zdeněk Haselberger |
| 2014 | Almaty          | Jan Szymański  | Michele Malfatti | Adrian Wielgat     |
| 2016 | Baselga di Piné | Davide Ghiotto | Rjósuke Cučija   | Adrian Wielgat     |

### 10 000 metrů
| Rok  | Místo           | Zlato                  | Stříbro                | Bronz           |
| ---- | --------------- | ---------------------- | ---------------------- | --------------- |
| 2012 | Zakopane        | Martin Bjertnes        | Sebastian Druszkiewicz | Pavel Kulma     |
| 2014 | Almaty          | Sebastian Druszkiewicz | Simon Borsen           | Adrian Wielgat  |
| 2016 | Baselga di Piné | Davide Ghiotto         | Rjósuke Cučija         | Linus Heidegger |

### Závod s hromadným startem
| Rok  | Místo           | Zlato               | Stříbro          | Bronz               |
| ---- | --------------- | ------------------- | ---------------- | ------------------- |
| 2014 | Almaty          | Alexandr Razorjonov | Alessio Trentini | Mirko Giacomo Nenzi |
| 2016 | Baselga di Piné | Riccardo Bugari     | Armin Hager      | Marcin Bachanek     |

### Stíhací závod družstev
| Rok  | Místo           | Zlato  | Stříbro | Bronz  |
| ---- | --------------- | ------ | ------- | ------ |
| 2014 | Almaty          | Polsko | Itálie  | Norsko |
| 2016 | Baselga di Piné | Itálie | Polsko  | Rusko  |

### Týmový sprint
| Rok  | Místo           | Zlato  | Stříbro | Bronz |
| ---- | --------------- | ------ | ------- | ----- |
| 2016 | Baselga di Piné | Itálie | Polsko  | Rusko |

## Ženy

### 500 metrů
| Rok  | Místo           | Zlato              | Stříbro           | Bronz             |
| ---- | --------------- | ------------------ | ----------------- | ----------------- |
| 2012 | Zakopane        | Xenia Sadovská     | Luiza Złotkowská  | Rikke Jeppssonová |
| 2014 | Almaty          | Julija Kozyrjevová | Irina Aršinovová  | Marija Sizovová   |
| 2016 | Baselga di Piné | Li Čchi-š'         | Arisa Cudžimotová | Nana Takahašiová  |

### 1000 metrů
| Rok  | Místo           | Zlato               | Stříbro              | Bronz             |
| ---- | --------------- | ------------------- | -------------------- | ----------------- |
| 2012 | Zakopane        | Natalia Czerwonková | Luiza Złotkowská     | Taťjana Sokirková |
| 2014 | Almaty          | Irina Aršinovová    | Katarzyna Woźniaková | Marija Sizovová   |
| 2016 | Baselga di Piné | Li Čchi-š'          | Arisa Cudžimotová    | Olesja Černegová  |

### 1500 metrů
| Rok  | Místo           | Zlato                | Stříbro             | Bronz                |
| ---- | --------------- | -------------------- | ------------------- | -------------------- |
| 2012 | Zakopane        | Martina Sáblíková    | Natalia Czerwonková | Katarzyna Woźniaková |
| 2014 | Almaty          | Katarzyna Woźniaková | Marina Zujevová     | Jelena Sochrjakovová |
| 2016 | Baselga di Piné | Katarzyna Woźniaková | Nana Takahašiová    | Olesja Černegová     |

### 3000 metrů
| Rok  | Místo           | Zlato                | Stříbro               | Bronz                    |
| ---- | --------------- | -------------------- | --------------------- | ------------------------ |
| 2012 | Zakopane        | Martina Sáblíková    | Luiza Złotkowská      | Marit Fjellanger Bøhmová |
| 2014 | Almaty          | Katarzyna Woźniaková | Marina Zujevová       | Jelena Sochrjakovová     |
| 2016 | Baselga di Piné | Nana Takahašiová     | Urszula Włodarczyková | Willemijn Cnossenová     |

### 5000 metrů
| Rok  | Místo           | Zlato              | Stříbro                | Bronz                |
| ---- | --------------- | ------------------ | ---------------------- | -------------------- |
| 2012 | Zakopane        | Martina Sáblíková  | Camilla Farestveitová  | Jelena Urvancevová   |
| 2014 | Almaty          | Aleksandra Gossová | Taťjana Ušakovová      | Jelena Sochrjakovová |
| 2016 | Baselga di Piné | Nana Takahašiová   | Magdalena Czyszczońová | Angelika Fudalejová  |

### Závod s hromadným startem
| Rok  | Místo           | Zlato             | Stříbro          | Bronz              |
| ---- | --------------- | ----------------- | ---------------- | ------------------ |
| 2014 | Almaty          | Olesja Černegová  | Marina Zujevová  | Aleksandra Gossová |
| 2016 | Baselga di Piné | Annemarie Boerová | Olesja Černegová | Jessica Merkensová |

### Stíhací závod družstev
| Rok  | Místo           | Zlato  | Stříbro    | Bronz      |
| ---- | --------------- | ------ | ---------- | ---------- |
| 2014 | Almaty          | Polsko | Rusko      | Nizozemsko |
| 2016 | Baselga di Piné | Polsko | Nizozemsko | Rusko      |

### Týmový sprint
| Rok  | Místo           | Zlato | Stříbro | Bronz      |
| ---- | --------------- | ----- | ------- | ---------- |
| 2016 | Baselga di Piné | Rusko | Polsko  | Nizozemsko |